# جيسي برادفورد
جيسي برادفورد (بالإنجليزية: Jesse Bradford)‏ مواليد 28 مايو 1979 في كونيتيكت، الولايات المتحدة، هو ممثل أمريكي بدأ مسيرته الفنية عام 1984.

## روابط خارجية
- جيسي برادفورد على موقع IMDb (الإنجليزية)
- جيسي برادفورد على موقع ألو سيني (الفرنسية)
- جيسي برادفورد على موقع تيرنر كلاسيك موفيز (الإنجليزية)
- جيسي برادفورد على موقع أول موفي (الإنجليزية)
- جيسي برادفورد على موقع قاعدة بيانات الأفلام السويدية (السويدية)
- جيسي برادفورد على موقع إن إن دي بي (الإنجليزية)
- جيسي برادفورد على موقع قاعدة بيانات الفيلم (الإنجليزية)
- جيسي برادفورد على موقع كينوبويسك (الروسية)